# 부분 수열
수학에서 부분 수열(部分數列, 영어: subsequence) 또는 부분열(部分列)은 주어진 수열의 일부 항을 원래 순서대로 나열하여 얻을 수 있는 수열이다.

## 정의
집합 {\displaystyle X} 위의 두 수열 {\displaystyle (x_{n})_{n\in \mathbb {N} }}, {\displaystyle (y_{n})_{n\in \mathbb {N} }} ({\displaystyle x_{n},y_{n}\in X})이 주어졌다고 하자. 만약 다음 두 조건을 만족시키는 함수 {\displaystyle n_{\bullet }\colon \mathbb {N} \to \mathbb {N} }이 존재한다면, 수열 {\displaystyle (y_{n})_{n\in \mathbb {N} }}이 수열 {\displaystyle (x_{n})_{n\in \mathbb {N} }}의 부분 수열이라고 한다.
- {\displaystyle n_{\bullet }}는 순증가 함수이다. 즉, 임의의 자연수 {\displaystyle k\in \mathbb {N} }에 대하여, {\displaystyle n_{k}<n_{k+1}}이다.
- 임의의 자연수 {\displaystyle k\in \mathbb {N} }에 대하여, {\displaystyle y_{k}=x_{n_{k}}}

## 성질

### 순서론적 성질
집합 {\displaystyle X} 위의 수열들의 집합 {\displaystyle X^{\mathbb {N} }} 위에서, 부분 순서 관계는 원순서를 이룬다.:150, §6.6, Lemma 6.6.4 즉, 모든 수열은 자기 자신을 부분 수열로 가지며, 부분 수열의 부분 수열은 원래 수열의 부분 수열이다. 만약 {\displaystyle X}의 크기가 2 이상일 경우, 부분 순서 관계는 부분 순서가 아니며, 동치 관계도 아니다.:152, §6.6, Exercise 6.6.2 예를 들어, 서로 다른 두 실수 수열
{\displaystyle (0,1,0,1,\dots )}
{\displaystyle (1,0,1,0,\dots )}
은 서로의 부분 수열이다.

### 해석학적 성질
위상 공간 {\displaystyle X} 위의 수열 {\displaystyle (x_{n})_{n\in \mathbb {N} }\subseteq X}에 대하여, 다음 두 조건이 서로 동치이다.
- 수렴한다.
- 모든 부분 수열이 수렴한다.

위상 공간 {\displaystyle X} 위의 수열 {\displaystyle (x_{n})_{n\in \mathbb {N} }\subseteq X} 및 점 {\displaystyle x\in X} 대하여, 다음 두 조건이 서로 동치이다.
- {\displaystyle (x_{n})_{n\in \mathbb {N} }}은 {\displaystyle x}로 수렴한다.
- {\displaystyle (x_{n})_{n\in \mathbb {N} }}의 모든 부분 수열 {\displaystyle (x_{n_{k}})_{k\in \mathbb {N} }}은 {\displaystyle x}로 수렴한다.
- {\displaystyle (x_{n})_{n\in \mathbb {N} }}의 모든 부분 수열 {\displaystyle (x_{n_{k}})_{k\in \mathbb {N} }}은 {\displaystyle x}로 수렴하는 부분 수열 {\displaystyle (x_{n_{k_{j}}})_{j\in \mathbb {N} }}을 갖는다.[2]:80, §2.6, Exercise 2.37, (a)

모든 실수 수열은 단조 부분 수열을 갖는다. 모든 유계 실수 수열은 수렴 부분 수열을 갖는다 (볼차노-바이어슈트라스 정리).

## 예
음이 아닌 정수의 열 {\displaystyle (0,1,2,3,\dots )}은 음이 아닌 짝수의 열 {\displaystyle (0,2,4,\dots )}을 한 부분 수열로 갖는다.